# A Love Song for Bobby Long
A Love Song for Bobby Long är en amerikansk långfilm från 2004 i regi av Shainee Gabel, med John Travolta, Scarlett Johansson, Gabriel Macht och Deborah Kara Unger i rollerna.

## Handling
Filmen handlar om Purslane (Scarlett Johansson) som efter sin mors död återvänder till sin barndomsstad. Huset hon växte upp i och som hennes mor lämnat åt henne efter sin död, var redan bebott av två alkoholister, Bobby Long (John Travolta) och Lawson Pines (Gabriel Macht). Alla tre hävdar att de har rätt att bo i huset och de tvingas att bo tillsammans och lära känna varandra. Purslane eller "Pursy" som hon också kallas, har inget jobb och har hoppat av skolan, Bobby hjälper henne att börja skolan på nytt och både Lawson och Bobby hjälper henne med studierna. Deras relation blir allt starkare och de börjar alla sakta men säkert trivas i varandras sällskap. Men Bobby och Lawson har en hemlighet och när Purslane får reda på den förändras allt.

## Om filmen
Filmen hade svensk premiär 27 maj 2004 på biografen Saga i Stockholm. Filmen är baserad på romanen "Off Magazine Street" av Ronald Everett Capps. Dennes son, Grayson Capps, har bidragit med flera låtar till filmens soundtrack.

## Rollista
| John Travolta      | – Bobby Long   |
| Scarlett Johansson | – Pursy Will   |
| Gabriel Macht      | – Lawson Pines |
| Deborah Kara Unger | – Georgianna   |
| Dane Rhodes        | – Cecil        |
| David Jensen       | – Junior       |
| Clayne Crawford    | – Lee          |
| Sonny Shroyer      | – Earl         |
| Carol Sutton       | – Ruthie       |